# Vince Mikle
Vince Mikle, též Vincenc Mikle (18. února 1882 Veľké Chyndice – ???), byl československý politik maďarské národnosti a meziválečný poslanec Národního shromáždění za Zemskou sedláckou stranu.

## Biografie
Podle údajů k roku 1924 byl profesí rolníkem ve Velkých Hyndicích.
Po parlamentních volbách v roce 1920 získal mandát v Národním shromáždění. Mandát ale nabyl až dodatečně roku 1924 jako náhradník poté, co poslanec Gyula Nagy nezískal ověření mandátu. Zatímco Gyula Nagy byl zvolen za Maďarsko-německou sociálně demokratickou stranu, Vince Mikle zasedl v poslanecké sněmovně coby nezařazený poslanec. V září 1925 oznámil, že zastupuje nově zřízenou formaci nazvanou Zemská sedlácká strana (Országos paraszt párt). Šlo o nový politický subjekt, založený 21. září 1924, v jehož čele stál právě Vince Mikle. Členskou základnu tvořili bývalí politici různých maďarských stran. Jednotící myšlenkou byla loajální spolupráce s československým státem a z toho plynoucí aspirace na ovlivnění pozemkové reformy ve prospěch jejích členů. V parlamentních volbách v roce 1925 strana získala jen cca 5000 hlasů a v roce 1926 zanikla.